# Kręg

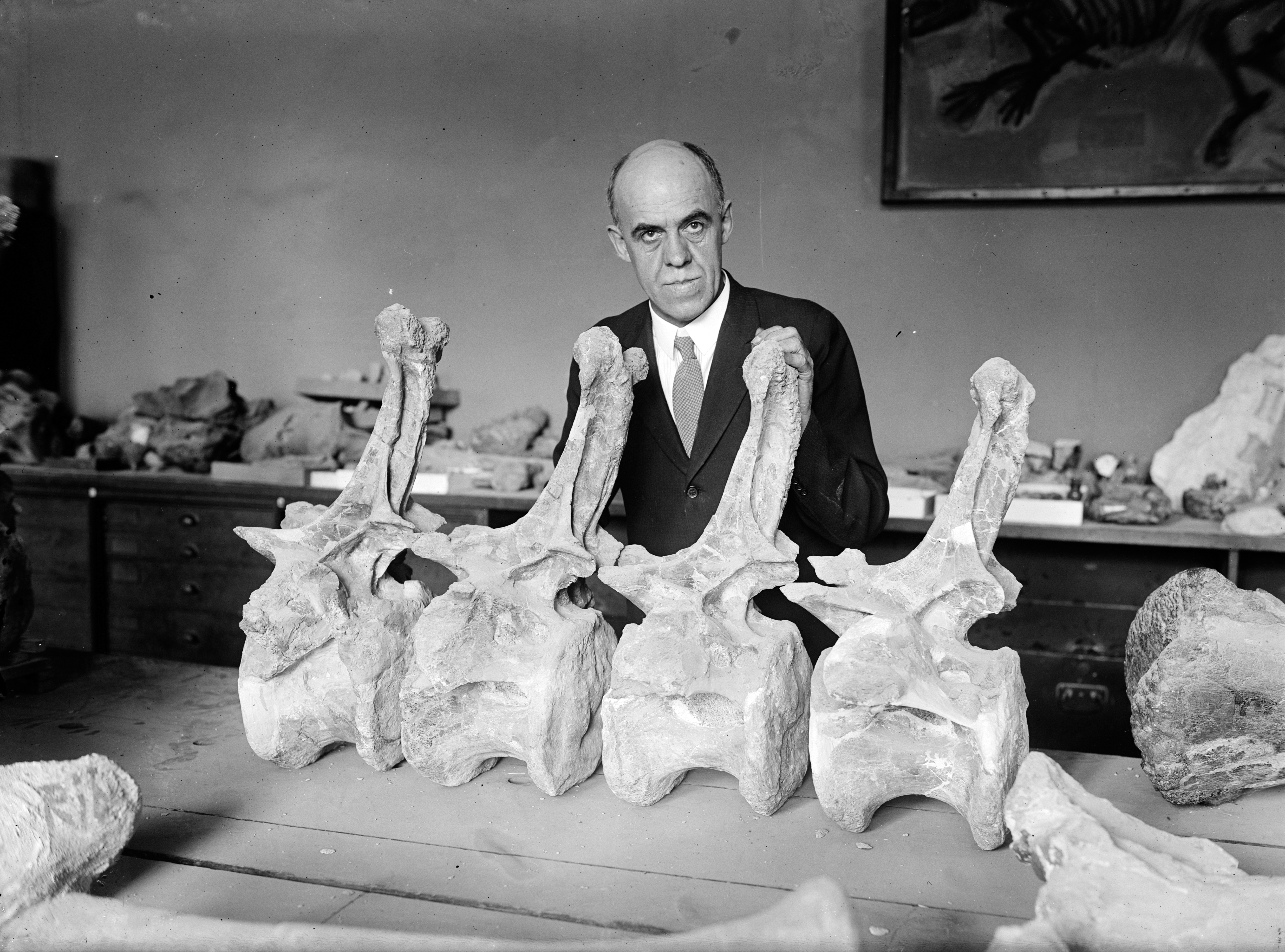
Kręgi diplodoka

Kręg (łac. vertebra) – podstawowy element budujący kręgosłup, charakterystyczny dla kręgowców (Vertebrata).

## Podział kręgów i ich występowanie
Kręgi dzieli się na beztrzonowe (kilka luźno połączonych chrząstek osadzonych na strunie grzbietowej), które występują np. u ryb jesiotrowatych i dwudysznych oraz pełnotrzonowe (pojedynczy trzon zrośnięty nieruchomo z wyrostkami). Pełnotrzonowe obejmują dwuwklęsłe (amficeliczne) (u ryb i części gadów, takich jak gekonowate), tyłowklęsłe (opistoceliczne) (u płazów ogoniastych), przodowklęsłe (proceliczne) (u płazów bezogonowych i większości gadów), siodełkowate (heteroceliczne) (występują w szyjnym odcinku kręgosłupa ptaków) oraz płaskie (platyceliczne) (u ssaków).

## Budowa kręgu u człowieka

Kręg człowieka, widok z góry

Kręgi człowieka, widok z boku

Pojedynczy kręg składa się z trzonu kręgu (corpus vertebrae), łuku kręgu (arcus vertebrae) oraz siedmiu wyrostków. Zewnętrzną warstwę kręgu stanowi istota zbita, gruba na łuku i wyrostkach, a cienka na trzonie, wewnątrz którego jest istota gąbczasta zawierająca czerwony szpik kostny. 
Trzon kręgu i łuk kręgu tworzą otwór kręgowy (foramen vertebrae). Otwory kręgowe wszystkich kręgów tworzą kanał kręgowy (canalis vertebralis), wewnątrz którego biegnie rdzeń kręgowy (medulla spinalis). 
Nieparzysty wyrostek kolczysty (processus spinosus) odchodzi od kręgu ku tyłowi (ten wyrostek można wyczuć na plecach człowieka). Parzyste wyrostki poprzeczne (processus transversi) biegną ku bokom. Ku górze i ku dołowi skierowane są także parzyste wyrostki stawowe górne i dolne (processus articulares superiores et inferiores), biorące udział w tworzeniu połączeń między kręgami. 
Człowiek ma 7 kręgów szyjnych (C1–7), 12 kręgów piersiowych (Th1–12), 5 kręgów lędźwiowych (L1–5), 5 kręgów krzyżowych, które łączą się w jedną kość krzyżową (S) i 4–5 kręgów guzicznych, również połączonych i stanowiących jedną kość guziczną (Co). Łącznie więc w kręgosłupie człowieka jest od 33 do 34 kręgów, z czego 24 są oddzielne a pozostałych 9–10 zrośniętych w dwie ostatnie kości. 
Kręgi poszczególnych odcinków kręgosłupa różnią się od siebie budową i wielkością. Kręgi lędźwiowe (L1–5) charakteryzują się większymi trzonami kręgów o nerkowatym kształcie oraz wydłużonymi do tyłu wyrostkami kolczystymi i górnymi wyrostkami stawowymi kręgów. Ich wysokie, zachodzące na górny kręg wyrostki kolczyste, skutecznie utrudniają skręcanie kręgosłupa w obszarze lędźwiowym.
Trzony kręgowe kręgów piersiowych (Th1–12) wchodzą w skład krótszych cylindrów, niż te z kręgów w obszarze lędźwiowym. W pobliżu zakończeń wyrostków poprzecznych kręgów znajdują się niewielkie powierzchnie stawowe (gładkie obszary stawowe), które reprezentują miejsca połączeń z żebrami po obu stronach. Wyrostki kolczyste kręgów piersiowych są ostre i skierowane w dół raczej niż wprost do tyłu (jak w przypadku kręgów lędźwiowych). Pomiędzy łukami kręgowymi znajdują się otwory międzykręgowe, przez które nerwy kręgowe Th1–12 przechodzą w drodze do ściany klatki piersiowej.
Kręgi szyjne (C1–7) mają jeszcze mniejsze trzony kręgów niż te w kręgach piersiowych, lecz ich łuki kręgowe są szerokie. Dwa najwyższe kręgi szyjne są przystosowane do łączenia się z czaszką. C1 (kręg szczytowy) spoczywa tuż pod czaszką, a C2 (kręg obrotowy) zapewnia oś, wokół której obracają się C1 i czaszka, kiedy skręcana jest głowa. 